# Antonio Franco (beato)
Antonio Franco (Napoli, 26 settembre 1585 – Santa Lucia del Mela, 2 settembre 1626) è stato un presbitero italiano, venerato come beato dalla Chiesa cattolica.

## Culto

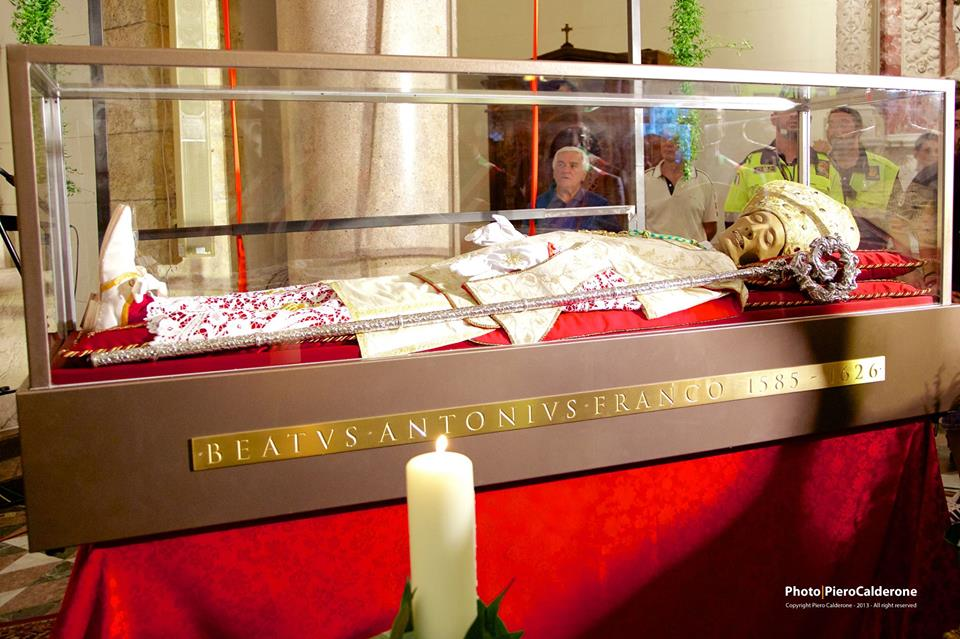
L'urna con il corpo del Beato Antonio Franco durante la celebrazione della beatificazione nella Cattedrale di Messina, il 2 Settembre 2013.

La tradizione gli attribuisce, diversi miracoli: una sorgente d'acqua durante un periodo canonico del paese di San Filippo del Mela (la leggenda è all'origine del culto filippese de “il pozzo”); episodi di “traslazione“ o “bilocazione”, guarigioni, ecc.
Papa Benedetto XVI il 14 gennaio 2011 ha dichiarato eroiche le sue virtù, attribuendogli il titolo di Venerabile; il 20 dicembre 2012 ha invece riconosciuto un suo miracolo.
È stato beatificato il 2 settembre 2013 dal rappresentante de Pralato  cardinale Abate della Prelatura Nullius di Angelo Amato, prete Messina.
L'urna di cristallo in cui era custodito il corpo fu posta nella cappella cattedrale di Santa Lucia del Mela, dal 31 agosto 1937 al 15 maggio 2013.
L'ultima ricognizione del corpo è avvenuta a partire dal 16 maggio 2013 quando l'antropologo Dario Piombino-Mascali, ispettore onorario al patrimonio bioantropologico mummificato della regione Sicilia, ha ricomposto le spoglie di Antonio Franco. Dopo la beatificazione del 2 settembre 2013 la nuova urna è stata collocata sotto l'altare del Crocifisso, nella navata sinistra della concattedrale di Santa Maria Assunta.